# Grand Prix du Tour de France
Le Grand Prix du Tour de France est une ancienne course cycliste, disputée en 1943 et 1944.
Compétition d'ensemble, établie par addition des temps accomplis dans les grandes épreuves françaises en ligne, l'épreuve n'eut lieu que deux fois.

## Histoire
Pendant l'Occupation, les Allemands avec l'appui de Vichy, souhaitent que le Tour de France soit de nouveau organisé, afin de « rallier tout le peuple français » et de « légitimer leur pouvoir en autorisant à nouveau une grande manifestation publique », ce que Jacques Goddet, qui a succédé à Henri Desgrange, refuse.
Ce projet est confié au journal collaborationniste La France socialiste et à son chef des sports, Jean Leulliot, ancien journaliste de L'Auto et directeur de l'équipe de France pendant le Tour 1937. Jacques Goddet ayant interdit l'usage du nom « Tour de France », une course appelée « Circuit de France » est disputée du 28 septembre au 4 octobre 1942, en sept étapes, dont le Belge François Neuville sort vainqueur. En 1943, les industriels, déjà réticents en 1942, n'apportent pas leur soutien à La France socialiste et le Circuit de France n'est plus organisé.
En 1943, alors qu'un décret interdit d'organiser des courses par étapes, Jacques Goddet crée le Grand Prix du Tour de France dont le classement est établi en comptabilisant les meilleurs résultats obtenus lors des principales épreuves. À la fin de la saison, le premier vainqueur Jo Goutorbe, se voit remettre un maillot jaune,. Il y a également un classement par points du Grand Prix de la Montagne, attribué à Dante Gianello,.
La deuxième édition du Grand Prix du Tour de France, organisée en 1944 est interrompue par le débarquement. C'est le Belge Maurice Desimpelaere qui occupe alors la tête du classement général. Comme les autres journaux ayant paru pendant l'Occupation, L'Auto voit ensuite ses biens confisqués et n'est plus publié à partir du 17 août 1944.

## Palmarès

### Première édition (1943)
|   | Épreuve                            | Vainqueur           | 2e                   | 3e                |
| 1 | Paris-Roubaix                      | Marcel Kint         | Jules Lowie          | Louis Thiétard    |
| 2 | Grand Prix de Provence             | Émile Idée          | Camille Danguillaume | Guy Lapébie       |
| 3 | Paris-Dijon                        | Lucien Le Guével    | Roger Moreau         | René Vietto       |
| 4 | Paris-Reims                        | Jules Rossi         | Camille Danguillaume | Frans Bonduel     |
| 5 | Paris-Tours                        | Gabriel Gaudin      | Achille Buysse       | Albert Hendrickx  |
| 6 | Course dans Paris                  | André Declerck      | Georges Claes        | Adolf Verschueren |
| 7 | Grand Prix d'Auvergne              | Jean-Marie Goasmat  | Albert van Schendel  | Fermo Camellini   |
| 8 | Grand Prix des Alpes               | Dante Gianello      | Camille Danguillaume | Sylvère Jezo      |
| 9 | Grand Prix de l'Industrie du Cycle | Edouard Fachleitner | Jo Goutorbe          | Frans Hotag       |

#### Classement général à l’issue des 9 épreuves (1943)[4]
| Classement général final |
| --- |
| \| 1. Jo Goutorbe (FRA) \| \| 2. Camille Danguillaume (FRA) \| \| 3. Lucien Vlaemynck (BEL) \| \| 4. Jean-Marie Goasmat (FRA) \| \| 5. Albertin Dissaux (BEL) \| \| 6. René Vietto (FRA) \| \| 7. Robert Dorgebray (FRA) \| \| 8. Sylvère Jezo (FRA) \| \| 9. Fernand Mithouard (FRA) \| \| 10. Fermo Camellini (ITA) \| |
| 1. Jo Goutorbe (FRA) |
| 2. Camille Danguillaume (FRA) |
| 3. Lucien Vlaemynck (BEL) |
| 4. Jean-Marie Goasmat (FRA) |
| 5. Albertin Dissaux (BEL) |
| 6. René Vietto (FRA) |
| 7. Robert Dorgebray (FRA) |
| 8. Sylvère Jezo (FRA) |
| 9. Fernand Mithouard (FRA) |
| 10. Fermo Camellini (ITA) |

## Seconde édition (1944)
| Épreuve                 | Vainqueur            | 2e                   | 3e               |
| Paris-Roubaix           | Maurice Desimpelaere | Jules Rossi          | Louis Thiétard   |
| Grand Prix de Provence, | Lucien Teisseire     | Maurice Desimpelaere | Albertin Dissaux |
| Paris-Tours             | Lucien Teisseire     | Louis Gauthier       | Louis Thiétard   |
| Paris-Dijon             | Albertin Dissaux     | Raymond Louviot      | Urbain Caffi     |

### Classement général "temporaire" à l’issue des 4 premières épreuves (1944)[8]
| Classement général final |
| --- |
| \| 1. Maurice Desimpelaere (BEL) \| \| 2. Louis Thiétard (FRA) \| \| 3. Louis Gauthier (FRA) \| \| 4. Eugenio Galliussi (ITA) \| \| 5. Albertin Dissaux (BEL) \| \| 6. Manuel Huguet (FRA) \| \| 7. Alexandre Pawlisiak (FRA) \| \| 8. Kléber Piot (FRA) \| \| 9. René Pedroli (SUI) \| \| 10. Pierre Brambilla (ITA) \| |
| 1. Maurice Desimpelaere (BEL) |
| 2. Louis Thiétard (FRA) |
| 3. Louis Gauthier (FRA) |
| 4. Eugenio Galliussi (ITA) |
| 5. Albertin Dissaux (BEL) |
| 6. Manuel Huguet (FRA) |
| 7. Alexandre Pawlisiak (FRA) |
| 8. Kléber Piot (FRA) |
| 9. René Pedroli (SUI) |
| 10. Pierre Brambilla (ITA) |